# Nightlife.ca
 (mai 2020).
Si vous disposez d'ouvrages ou d'articles de référence ou si vous connaissez des sites web de qualité traitant du thème abordé ici, merci de compléter l'article en donnant les références utiles à sa vérifiabilité et en les liant à la section « Notes et références ».
Pour les articles homonymes, voir Nightlife (homonymie).
Nightlife.ca était un magazine et est un site internet montréalais qui publie des articles, des reportages, des critiques et de l’information variée traitant de sorties, musique, mode, design, art, culture et divertissement. La version imprimée du mensuel a été arrêtée en 2012 et seule subsiste la version numérique. Le magazine était distribué à plus de 40 000 exemplaires.
Chaque mois, le site touche environ 160 000 personnes grâce à ses différentes plateformes : site web, infolettre et réseaux sociaux.  L'infolettre est envoyée deux fois par semaine à plus de 20 000 abonnés et le site web compte 400 000 pages vues mensuellement.
Nightlife.ca emploie 75 personnes à temps plein, à temps partiel ou en tant que pigistes, et fut une division du groupe NEWAD jusqu'en 2015, quand les propriétés digitales du groupe ont été vendues à Oboxmédia.

## Activités culturelles
Le magazine Nightlife opère des partenariats avec des événements locaux montréalais : la Société des Arts Technologiques (S.A.T), Igloofest, Aire Commune Mile-End, etc.